# André Ventura
André Claro Amaral Ventura (født 15. januar 1983) er en portugisisk politiker, jurist og universitetslektor, som er grundlægger af og formand for det højrepopulistiske politiske parti Chega.
Ventura repræsenterede det socialdemokratiske parti (PSD) indtil 2018, efter at have stillet op som borgmester i Loures i 2017 som PSD-kandidat. Han grundlagde det politiske parti Chega i april 2019 og seks måneder senere blev han valgt til Portugals parlament ved parlamentsvalget i oktober 2019. I 2021 stillede han op til præsidentvalget og blev nummer tre med 11,9 % af stemmerne.

## Holdninger
Ventura selv hævder at være "almindelige menneskers stemme" og beskriver sig selv som en "anti-system-politiker". Han fremkaldte et ramaskrig i parlamentet i januar 2020 ved at foreslå, at Joacine Katar Moreira, et medlem født i Guinea-Bissau, som sagde, at museumsgenstande fra Portugals tidligere kolonier skulle returneres, ved at sige, at Moreira også skulle "sendes tilbage til sit oprindelsesland".
Ventura har tidligere givet udtryk for kontroversielle holdninger og mange internationale medier omtaler hans ideologi som højreekstrem.
Venturas kommentarer om romaer beskrives ofte som racistiske og fremmedhadske. Da Ventura blev sammenlignet negativt med Donald Trump og Jair Bolsonaro, svarede Ventura "Det er jeg meget vant til, og det bekymrer mig ikke. Det er de ideer, jeg tror på. Ud over fængsel på livstid og kemisk kastration vil jeg også have en reduktion af islamisk migration, især fra lande kendt for terrorisme".
Ventura støtter nogle rettigheder for homoseksuelle, men han mener, at par af samme køn bør kunne indgå registreret partnerskab, men ikke ægteskab. Han er personligt modstander af abort, men ønsker ikke, at proceduren skal kriminaliseres. Han støtter legalisering og regulering af prostitution som en måde at beskytte og integrere sexarbejdere på, og mener, at legalisering af visse stoffer vil øge narkotikatrafikken. Han er personligt modstander af tyrefægtning, men er imod at afskaffe det på grund af den økonomiske rolle, fægtningen spiller i nogle byer.
Den 24. februar 2022 suspenderede Twitter permanent Venturas konto for at overtræde reglerne for det sociale netværk vedrørende "adfærd med at sprede had". Kort efter blev suspenderingen af hans konto ophævet.